# Sint-Amands
Sint-Amands és un antic municipi belga de la província d'Anvers, a la regió de Flandes, a la riba de l'Escalda. L'entitat actual és el resultat de la fusió, l'1 de gener del 1977, de Sint-Amands i els antics municipis Lippelo i Oppuurs. Fins a 1977 tenia una superfície de 6,07km², després de la fusió de 1977 n'eren 15,58. L'1 de gener de 2019 es va fusionar amb Puurs per formar un municipi nou anomenat Puurs-Sint-Amands.

## Evolució de la població

### Seglexix
| Any      | 1806 | 1816 | 1830 | 1846 | 1856 | 1866 | 1876 | 1880 | 1890 |
| -------- | ---- | ---- | ---- | ---- | ---- | ---- | ---- | ---- | ---- |
| Població | 2476 | 2806 | 2946 | 2788 | 2736 | 2722 | 2695 | 2662 | 2647 |
|          |      |      |      |      |      |      |      |      |      |

### Segle XX (fins a 1976)
| Any      | 1900 | 1910 | 1920 | 1930 | 1947 | 1961 | 1970 | 1976 |  |
| -------- | ---- | ---- | ---- | ---- | ---- | ---- | ---- | ---- |  |
| Població | 2996 | 3511 | 3533 | 3846 | 4059 | 4310 | 4373 | 4409 |  |
|          |      |      |      |      |      |      |      |      |  |

### 1977 ençà
| Any       | 1977 | 1980 | 1985 | 1990 | 1995 | 2000 | 2005 |
| --------- | ---- | ---- | ---- | ---- | ---- | ---- | ---- |
| Població  | 7038 | 7065 | 7254 | 7249 | 7376 | 7560 | 7723 |
| Font: NIS |      |      |      |      |      |      |      |

## Personatges il·lustres
- Émile Verhaeren, escriptor flamenc en francès.